# Hurricanes (Super Rugby)

     Teren podlegający Hurricanes
Hurricanes, wcześniej znany pod nazwą Wellington Hurricanes – nowozelandzki zespół rugby union, mający swoją siedzibę w Wellington, występujący w rozgrywkach Super Rugby. Zespół zrzesza kluby z dziewięciu regionów rugby: Poverty Bay, Hawke's Bay, Taranaki, Wanganui, Manawatu, Wairarapa-Bush, Horowhenua-Kapiti i Wellington. Siedzibą klubu jest Westpac Stadium, wcześniej zaś Athletic Park. 

## Słynni byli zawodnicy
- Tana Umaga
- Mark „Bull” Allen
- Sireli Bobo
- Christian Cullen
- David Holwell
- Alama Ieremia
- Jonah Lomu
- Gordon Slater
- Jason Spice
- Filo Tiatia
- Dion Waller
- Kupu Vanisi
- Jerry Collins

## Trenerzy
- Frank Oliver (1996-1999)
- Graham Mourie (2000-2002)
- Colin Cooper (2003-2010)
- Mark Hammett (2011–2014)
- Chris Boyd (2015–2018)
- John Plumtree (2019–)

## Kapitanowie
- Mark Allen (1996–98)
- Norm Hewitt (1998–2000)
- Gordon Slater (2001–02)
- Tana Umaga (2003–05)
- Rodney So'oialo (2006–09)
- Andrew Hore (2010–11)
- Conrad Smith (2012–2015)
- Dane Coles (2016–)